# Ordine al merito navale ammiraglio Padilla
L'Ordine al merito navale "ammiraglio Padilla" è un'onorificenza concessa dalla Colombia.

## Storia
L'ordine è stato fondato nel 1947 per premiare il personale navale nazionale e straniero per atti di coraggio o di servizio eccezionale alla marina militare colombiana. L'ordine è dedicato al militare José Prudencio Padilla.

## Classi
L'ordine dispone delle seguenti classi di benemerenza:
- Gran croce
- Grand'ufficiale
- Commendatore
- Ufficiale
- Cavaliere
- Membro

| Membro       | Cavaliere       | Ufficiale  |
| Commendatore | Grand'ufficiale | Gran croce |

## Insegne
- Il nastro è azzurro con tre strisce bianche per tutte le classi eccetto quella di membro il cui nastro è completamente azzurro.